# Prawybory prezydenckie Partii Republikańskiej w 2016 roku
Prawybory prezydenckie Partii Republikańskiej w 2016 roku – seria prawyborów, która wyłoniła delegatów na konwencję Partii Republikańskiej, aby uczestniczyli w wyborze kandydata Partii Republikańskiej w wyborach prezydenckich w Stanach Zjednoczonych. Wybierani delegaci byli przypisani do konkretnego kandydata, którego popierali. W wyniku prawyborów najwięcej delegatów pozyskał Donald Trump, który na konwencji został wybrany oficjalnym kandydatem Partii Republikańskiej w wyborach prezydenckich w 2016 roku.

## Tło
Partia Republikańska miała większość w Izbie Reprezentantów od 2010 roku, a od 2014 także w Senacie. Liczba członków Partii Republikańskiej w niższej izbie była największa od 1928 roku. Republikanie mieli też 31 gubernatorów i kontrolowali ponad 3/4 stanowych legislatur, nawet w stanach zdominowanych tradycyjnie przez Demokratów. Przegrali w dwóch poprzednich wyborach prezydenckich, a według niektórych mediów i organizacji pozarządowych (takich jak Pew Research Center i NBC News) zmiany demograficzne zachodzące w elektoracie oraz wynikający z niego wzrost znaczenia mniejszości działały na korzyść Partii Demokratycznej.
Wybory prezydenckie przebiegały w atmosferze wyjątkowo niskiego zaufania społeczeństwa do instytucji publicznych. Centrum Badawcze Pew odnotowało w latach 2004–2014 badania znacząco pogłębiające się różnice między Republikanami, a Demokratami zarówno wśród polityków, jak i w amerykańskim społeczeństwie.
Do kontrowersyjnych decyzji prezydenta Baracka Obamy, którym sprzeciwiali się Republikanie, można zaliczyć między innymi mianowanie nowego członka Sądu Najwyższego w 2016 roku Przedstawiciele partii uważali, że powinien zrobić to następny prezydent). Kontrowersje wśród Republikanów wywołało także wydanie rozporządzenia wykonawczego chroniącego nielegalnych imigrantów przed deportacją. Przedstawiciele Republikanów uważali, że decyzja powinna zostać poddana głosowaniu w kongresie). Wielu dziennikarzy i politologów podało informację, że to właśnie atmosfera ciągłego napięcia powodowała niższe poparcie dla polityków na wyższych stanowiskach oraz wyższego poparcia dla polityków niższego szczebla i głoszących kontrowersyjne lub radykalne poglądy, takich jak Donald Trump i Bernie Sanders.
Według badań opinii publicznej Associated Press wielu konserwatywnych wyborców uważało, że najważniejsi politycy Partii Republikańskiej są zbyt ugodowi wobec prezydenta Baracka Obamy i Partii Demokratycznej.
Pierwsze głosowanie miało miejsce w stanie Iowa 1 lutego 2016 roku. Potem przez kolejne miesiące głosowali wyborcy w kolejnych stanach i terytoriach zależnych. Delegaci byli przyznawani na zasadach określonych przez każdy stan z osobna na podstawie wyników głosowania. Nominację uzyskał kandydat, który zdobył większość (1237) delegatów.
W wyniku prawyborów najwięcej delegatów pozyskał Donald Trump, który na konwencji w sierpniu 2020 roku otrzymał oficjalną nominację na kandydata Partii Republikańskiej w wyborach prezydenckich w 2016 roku.

## Przebieg
Od lipca 2015 roku głównym faworytem sondaży wyborczych był biznesmen miliarder z Nowego Jorku Donald Trump. Choć początkowo wielu komentatorów nie dawało mu szans na zwycięstwo, 
W stanach Dakota Północna i Kolorado Partia Republikańska podjęła decyzję, że nie odbędzie się głosowanie powszechne.
Trump utrzymał prowadzenie w sondażach, odniósł zwycięstwo w większości stanów głosujących w prawyborach i był uznawany za głównego faworyta do nominacji. 19 lipca 2016 roku Donald Trump na konwencji w Cleveland oficjalnie został kandydatem Partii Republikańskiej na prezydenta USA.

## Kandydaci

### Aktywni do końca kampanii prawyborczej
| Kandydat     | Data rozpoczęcia kampanii | Stan macierzysty | Logo kampanii | Stany i terytoria, w których znajdował się na liście kandydatów |
| ------------ | ------------------------- | ---------------- | ------------- | --- |
| Donald Trump | 16 czerwca 2015(dts)      | Nowy Jork        |               | 52 AK, AL, AR, AZ, CA, CT, DC, DE, FL, GA, HI, IA, ID, IL, IN, KS, KY, LA, MA, MD, ME, MI, MN, MO, MP, MS, MT, NC, NE, NH, NJ, NM, NV, NY, OH, OK, OR, PA, PR, RI, SC, SD, TN, TX, UT, VA, VI, VT, WA, WI, WV, WY |

### Wycofani w trakcie prawyborów
| Kandydat       | Data rozpoczęcia kampanii | Data zakończenia kampanii | Stan macierzysty | Logo kampanii | Stany i terytoria, w których znajdował się na liście kandydatów |
| -------------- | ------------------------- | ------------------------- | ---------------- | ------------- | --- |
| John Kasich    | 21 lipca 2015(dts)        | 4 maja 2016(dts)          | Ohio             |               | 50 AK, AL, AR, AZ, CA, CT, DC, DE, FL, GA, HI, IA, ID, IL, IN, KS, KY, LA, MA, MD, ME, MI, MN, MO, MP, MS, MT, NC, NE, NH, NJ, NM, NV, NY, OH, OK, OR, PA, PR, RI, SC, SD, TN, TX, UT, VA, VT, WA, WI, WV         |
| Ted Cruz       | 23 marca 2015(dts)        | 3 maja 2016(dts)          | Nowy Jork        |               | 52 AK, AL, AR, AZ, CA, CT, DC, DE, FL, GA, HI, IA, ID, IL, IN, KS, KY, LA, MA, MD, ME, MI, MN, MO, MP, MS, MT, NC, NE, NH, NJ, NM, NV, NY, OH, OK, OR, PA, PR, RI, SC, SD, TN, TX, UT, VA, VI, VT, WA, WI, WV, WY |
| Marco Rubio    | 13 kwietnia 2015(dts)     | 15 marca 2016(dts)        | Floryda          |               | 43 AK, AL, AR, AZ, DC, DE, FL, GA, HI, IA, ID, IL, IN, KS, KY, LA, MA, MD, ME, MI, MN, MO, MP, MS, MT, NC, NE, NH, NV, OH, OK, PA, PR, RI, SC, TN, TX, VA, VI, VT, WI, WV, WY                                     |
| Ben Carson     | 4 maja 2015(dts)          | 3 marca 2016(dts)         | Maryland         |               | 43 AK, AL, AR, AZ, CA, CT, DC, DE, FL, GA, HI, IA, ID, IL, IN, KS, KY, LA, MA, MD, ME, MI, MN, MO, MS, NC, NE, NH, NM, NV, OH, OK, PA, PR, SC, TN, TX, VA, VI, VT, WA, WI, WV                                     |
| Jeb Bush       | 15 czerwca 2015(dts)      | 20 lutego 2016(dts)       | Floryda          |               | 37 AL, AR, AZ, DC, DE, FL, GA, HI, IA, ID, IL, IN, KS, KY, LA, MA, MD, ME, MI, MO, MS, MT, NC, NH, NM, NV, OH, OK, PA, PR, SC, TN, TX, VA, VT, WI, WV                                                             |
| Jim Gilmore    | 30 lipca 2015(dts)        | 12 lutego 2016(dts)       | Wirginia         |               | 8 CA, FL, MA, NC, NH, PR, TN, VA |
| Chris Christie | 30 czerwca 2015(dts)      | 10 lutego 2016(dts)       | New Jersey       |               | 27 AL, AR, AZ, FL, GA, ID, IL, IN, KY, LA, MA, MD, MI, MO, MS, NC, NH, NV, OH, OK, PR, TN, TX, VA, VT, WI, WV |
| Carly Fiorina  | 4 maja 2015(dts)          | 10 lutego 2016(dts)       | Floryda          |               | 31 AL, AR, AZ, FL, GA, IA, ID, IL, IN, KS, KY, LA, MA, MD, ME, MI, MO, MS, NC, NH, NM, NV, OH, OK, PR, TN, TX, VA, VT, WI, WV                                                                                     |
| Rand Paul      | 7 kwietnia 2015(dts)      | 3 lutego 2016(dts)        | Kentucky         |               | 29 AL, AR, AZ, DC, FL, GA, IA, ID, IL, IN, KY, LA, MA, MD, ME, MI, MO, MS, NC, NH, NV, OK, PR, TN, TX, VA, VT, WI, WV                                                                                             |
| Rick Santorum  | 27 maja 2015(dts)         | 3 lutego 2016(dts)        | Pensylwania      |               | 25 AL, AR, AZ, FL, GA, ID, ID, IL, KY, LA, MA, MD, MI, MO, MS, NC, NH, NV, OH, OK, PR, TN, TX, VA, VT, WI |
| Mike Huckabee  | 5 maja 2015(dts)          | 1 lutego 2016(dts)        | Arkansas         |               | 27 AL, AR, AZ, FL, GA, IA, ID, IL, KY, LA, MA, MD, ME, MI, MO, MS, NC, NH, NV, OH, OK, PR, TN, TX, VA, WI, WV |

### Wycofani przed prawyborami i zarejestrowani w przynajmniej jednym stanie
Poniżej znajduje się lista kandydatów, którzy wycofali się przed wyborami, ale wzięli udział w przynajmniej jednej debacie wyborczej.
| Kandydat       | Data rozpoczęcia kampanii | Data zakończenia kampanii | Stan macierzysty    | Logo kampanii | Stany i terytoria, w których znajdował się na liście kandydatów |
| -------------- | ------------------------- | ------------------------- | ------------------- | ------------- | --------------------------------------------------------------- |
| George Pataki  | 28 maja 2015(dts)         | 29 grudnia 2015(dts)      | Nowy Jork           |               | 7 AZ, GA, MA, MI, MS, NH, TN                                    |
| Lindsey Graham | 1 czerwca 2015(dts)       | 21 grudnia 2015(dts)      | Karolina Południowa |               | 14 AL, AR, AZ, FL, GA, ID, LA, MI, MS, NH, OK, TN, TX, VA       |
| Bobby Jindal   | 24 czerwca 2015(dts)      | 17 listopada 2015(dts)    | Luizjana            |               | 2 AR, NH                                                        |

### Wycofani przed prawyborami i nie zarejestrowani w żadnym stanie
| Kandydat     | Data rozpoczęcia kampanii | Data zakończenia kampanii | Stan macierzysty | Logo kampanii |
| ------------ | ------------------------- | ------------------------- | ---------------- | ------------- |
| Scott Walker | 13 lipca 2015(dts)        | 21 września 2015(dts)     | Wisconsin        |               |
| Rick Perry   | 4 czerwca 2015(dts)       | 11 września 2015(dts)     | Teksas           |               |

## Oś czasu
|  | Aktywni kandydaci                     |
|  | Kandydaci, którzy zakończyli kampanię |

|  | Caucus w Iowa (1 lutego 2016)                                 |
|  | Superwtorek (1 marca 2016)                                    |
|  | Prawybory większościowe na Florydzie i w Ohio (15 marca 2016) |
|  | Prawybory w Indianie (3 maja 2016)                            |
|  | Prawybory w ostatnich stanach (7 czerwca 2016)                |
|  | Konwencja w Cleveland (18–21 lipca 2016)                      |

## Kalendarz

Termin głosowania w poszczególnych stanach

| Data                  | Stan                                 | Typ głosowania | Liczba delegatów do zdobycia |
| --------------------- | ------------------------------------ | -------------- | ---------------------------- |
| 1 lutego 2016(dts)    | Iowa                                 | caucus         | 30                           |
| 9 lutego 2016(dts)    | New Hampshire                        | prawybory      | 23                           |
| 20 lutego 2016(dts)   | Karolina Południowa                  | prawybory      | 50                           |
| 23 lutego 2016(dts)   | Nevada                               | caucus         | 30                           |
| 1 marca 2016(dts)     | Alabama                              | prawybory      | 50                           |
| 1 marca 2016(dts)     | Alaska                               | caucus         | 28                           |
| 1 marca 2016(dts)     | Arkansas                             | prawybory      | 40                           |
| 1 marca 2016(dts)     | Georgia                              | prawybory      | 76                           |
| 1 marca 2016(dts)     | Kolorado                             | caucus         | 37                           |
| 1 marca 2016(dts)     | Massachusetts                        | prawybory      | 42                           |
| 1 marca 2016(dts)     | Minnesota                            | caucus         | 38                           |
| 1 marca 2016(dts)     | Oklahoma                             | prawybory      | 43                           |
| 1 marca 2016(dts)     | Tennessee                            | prawybory      | 58                           |
| 1 marca 2016(dts)     | Teksas                               | prawybory      | 155                          |
| 1 marca 2016(dts)     | Vermont                              | prawybory      | 16                           |
| 1 marca 2016(dts)     | Wirginia                             | prawybory      | 49                           |
| 5 marca 2016(dts)     | Kansas                               | caucus         | 40                           |
| 5 marca 2016(dts)     | Kentucky                             | caucus         | 46                           |
| 5 marca 2016(dts)     | Luizjana                             | prawybory      | 46                           |
| 5 marca 2016(dts)     | Maine                                | caucus         | 23                           |
| 6 marca 2016(dts)     | Portoryko                            | prawybory      | 23                           |
| 8 marca 2016(dts)     | Hawaje                               | caucus         | 19                           |
| 8 marca 2016(dts)     | Idaho                                | prawybory      | 32                           |
| 8 marca 2016(dts)     | Michigan                             | prawybory      | 59                           |
| 8 marca 2016(dts)     | Missisipi                            | prawybory      | 40                           |
| 12 marca 2016(dts)    | Dystrykt Kolumbii                    | konwencja      | 19                           |
| 15 marca 2016(dts)    | Floryda                              | prawybory      | 99                           |
| 15 marca 2016(dts)    | Illinois                             | prawybory      | 69                           |
| 15 marca 2016(dts)    | Karolina Północna                    | prawybory      | 72                           |
| 15 marca 2016(dts)    | Mariany Północne                     | caucus         | 9                            |
| 15 marca 2016(dts)    | Missouri                             | prawybory      | 52                           |
| 15 marca 2016(dts)    | Ohio                                 | prawybory      | 66                           |
| 19 marca 2016(dts)    | Wyspy Dziewicze Stanów Zjednoczonych | caucus         | 9                            |
| 22 marca 2016(dts)    | Arizona                              | prawybory      | 58                           |
| 22 marca 2016(dts)    | Utah                                 | caucus         | 40                           |
| 5 kwietnia 2016(dts)  | Wisconsin                            | prawybory      | 42                           |
| 19 kwietnia 2016(dts) | Nowy Jork                            | prawybory      | 95                           |
| 26 kwietnia 2016(dts) | Connecticut                          | prawybory      | 28                           |
| 26 kwietnia 2016(dts) | Delaware                             | prawybory      | 16                           |
| 26 kwietnia 2016(dts) | Maryland                             | prawybory      | 38                           |
| 26 kwietnia 2016(dts) | Pensylwania                          | prawybory      | 71                           |
| 26 kwietnia 2016(dts) | Rhode Island                         | prawybory      | 19                           |
| 3 maja 2016(dts)      | Indiana                              | prawybory      | 57                           |
| 10 maja 2016(dts)     | Nebraska                             | prawybory      | 36                           |
| 10 maja 2016(dts)     | Wirginia Zachodnia                   | prawybory      | 34                           |
| 17 maja 2016(dts)     | Oregon                               | prawybory      | 28                           |
| 24 maja 2016(dts)     | Waszyngton                           | prawybory      | 44                           |
| 7 czerwca 2016(dts)   | Dakota Południowa                    | prawybory      | 29                           |
| 7 czerwca 2016(dts)   | Kalifornia                           | prawybory      | 172                          |
| 7 czerwca 2016(dts)   | Montana                              | prawybory      | 27                           |
| 7 czerwca 2016(dts)   | New Jersey                           | prawybory      | 51                           |
| 7 czerwca 2016(dts)   | Nowy Meksyk                          | prawybory      | 24                           |

## Wyniki

Zwycięzca w poszczególnych stanach (głosy powszechne)
Donald Trump
Ted Cruz
Marco Rubio
John Kasich
Prawybory nie zostały przeprowadzone

| Donald Trump Ted Cruz Marco Rubio John Kasich Prawybory nie zostały przeprowadzone |

| Kandydat                                                                                   | Głosy powszechne | Głosy powszechne | Pozyskani delegaci | Pozyskani delegaci | Głosy delegatów | Głosy delegatów | Wygrane stany i terytoria | Stany i terytoria, w których kandydował |
| Kandydat                                                                                   | Liczba           | %                | Liczba             | %                  | Liczba          | %               | Wygrane stany i terytoria | Stany i terytoria, w których kandydował |
| ------------------------------------------------------------------------------------------ | ---------------- | ---------------- | ------------------ | ------------------ | --------------- | --------------- | --- | --- |
| Donald Trump                                                                               | 14 015 993       | 44,95            | 1441               | 61,53              | 1725            | 69,87           | 40 AK, AL, AR, AZ, CA, CT, DE, FL, GA, GU, HI, IL, IN, KY, LA, MA, MD, MI, MO, MP, MS, MT, NC, ND, NE, NH, NJ, NM, NV, NY, OR, PA, RI, SC, SD, TN, VA, VT, WA, WV | 52 AK, AL, AR, AZ, CA, CT, DC, DE, FL, GA, HI, IA, ID, IL, IN, KS, KY, LA, MA, MD, ME, MI, MN, MO, MP, MS, MT, NC, NE, NH, NJ, NM, NV, NY, OH, OK, OR, PA, PR, RI, SC, SD, TN, TX, UT, VA, VI, VT, WA, WI, WV, WY |
| Ted Cruz                                                                                   | 7 822 100        | 25,08            | 551                | 23,53              | 484             | 19,6            | 9 CO, IA, ID, KS, ME, OK, TX, UT, WI, WY | 52 AK, AL, AR, AZ, CA, CT, DC, DE, FL, GA, HI, IA, ID, IL, IN, KS, KY, LA, MA, MD, ME, MI, MN, MO, MP, MS, MT, NC, NE, NH, NJ, NM, NV, NY, OH, OK, OR, PA, PR, RI, SC, SD, TN, TX, UT, VA, VI, VT, WA, WI, WV, WY |
| Marco Rubio                                                                                | 3 515 576        | 11,27            | 173                | 7,39               | 123             | 4,98            | 4 DC, MN, PR, VI | 43 AK, AL, AR, AZ, DC, DE, FL, GA, HI, IA, ID, IL, IN, KS, KY, LA, MA, MD, ME, MI, MN, MO, MP, MS, MT, NC, NE, NH, NV, OH, OK, PA, PR, RI, SC, TN, TX, VA, VI, VT, WI, WV, WY                                     |
| John Kasich                                                                                | 4 290 448        | 13,76            | 161                | 6,87               | 125             | 5,06            | 1 OH | 50 AK, AL, AR, AZ, CA, CT, DC, DE, FL, GA, HI, IA, ID, IL, IN, KS, KY, LA, MA, MD, ME, MI, MN, MO, MP, MS, MT, NC, NE, NH, NJ, NM, NV, NY, OH, OK, OR, PA, PR, RI, SC, SD, TN, TX, UT, VA, VT, WA, WI, WV         |
| Ben Carson                                                                                 | 857 039          | 2,75             | 9                  | 0,38               | 7               | 0,28            | – | 43 AK, AL, AR, AZ, CA, CT, DC, DE, FL, GA, HI, IA, ID, IL, IN, KS, KY, LA, MA, MD, ME, MI, MN, MO, MS, NC, NE, NH, NM, NV, OH, OK, PA, PR, SC, TN, TX, VA, VI, VT, WA, WI, WV                                     |
| Jeb Bush                                                                                   | 286 694          | 0,92             | 4                  | 0,17               | 3               | 0,12            | – | 37 AL, AR, AZ, DC, DE, FL, GA, HI, IA, ID, IL, IN, KS, KY, LA, MA, MD, ME, MI, MO, MS, MT, NC, NH, NM, NV, OH, OK, PA, PR, SC, TN, TX, VA, VT, WI, WV                                                             |
| Rand Paul                                                                                  | 66 788           | 0,21             | 1                  | 0,04               | 2               | 0,08            | – | 29 AL, AR, AZ, DC, FL, GA, IA, ID, IL, IN, KY, LA, MA, MD, ME, MI, MO, MS, NC, NH, NV, OK, PR, TN, TX, VA, VT, WI, WV                                                                                             |
| Chris Christie                                                                             | 57 637           | 0,18             | 1                  | 0,04               | –               | –               | – | 27 AL, AR, AZ, FL, GA, ID, IL, IN, KY, LA, MA, MD, MI, MO, MS, NC, NH, NV, OH, OK, PR, TN, TX, VA, VT, WI, WV |
| Mike Huckabee                                                                              | 51 450           | 0,16             | 1                  | 0,04               | –               | –               | – | 27 AL, AR, AZ, FL, GA, IA, ID, IL, KY, LA, MA, MD, ME, MI, MO, MS, NC, NH, NV, OH, OK, PR, TN, TX, VA, WI, WV |
| Carly Fiorina                                                                              | 40 666           | 0,13             | –                  | –                  | –               | –               | – | 31 AL, AR, AZ, FL, GA, IA, ID, IL, IN, KS, KY, LA, MA, MD, ME, MI, MO, MS, NC, NH, NM, NV, OH, OK, PR, TN, TX, VA, VT, WI, WV                                                                                     |
| Jim Gilmore                                                                                | 18 369           | 0,06             | –                  | –                  | –               | –               | – | 8 CA, FL, MA, NC, NH, PR, TN, VA |
| Rick Santorum                                                                              | 16 627           | 0,05             | –                  | –                  | –               | –               | – | 25 AL, AR, AZ, FL, GA, ID, ID, IL, KY, LA, MA, MD, MI, MO, MS, NC, NH, NV, OH, OK, PR, TN, TX, VA, VT, WI |
| Lindsey Graham                                                                             | 5666             | 0,02             | –                  | –                  | –               | –               | – | 14 AL, AR, AZ, FL, GA, ID, LA, MI, MS, NH, OK, TN, TX, VA |
| Elizabeth Gray                                                                             | 5449             | 0,02             | –                  | –                  | –               | –               | – | 1 TX |
| George Pataki                                                                              | 2036             | 0,01             | –                  | –                  | –               | –               | – | 7 AZ, GA, MA, MI, MS, NH, TN |
| Tim Cook (pełne imię: Timothy Milton Cook, nie mylić z Timothy'm Donaldem „Timem” Cookiem) | 517              | 0                | –                  | –                  | –               | –               | – | 2 AZ, LA, NH |
| Bobby Jindal                                                                               | 222              | 0                | –                  | –                  | –               | –               | – | 2 AR, NH |
| David Eames Hall                                                                           | 203              | 0                | –                  | –                  | –               | –               | – | 1 WV |
| Andy Martin                                                                                | 202              | 0                | –                  | –                  | –               | –               | – | 1 NH |
| Richard P.H. Witz                                                                          | 104              | 0                | –                  | –                  | –               | –               | – | 1 NH |
| Jim Lynch, Sr.                                                                             | 100              | 0                | –                  | –                  | –               | –               | – | 1 MO |
| Peter Messina                                                                              | 81               | 0                | –                  | –                  | –               | –               | – | 2 ID, LA, NH |
| Brooks Andrews Cullison                                                                    | 56               | 0                | –                  | –                  | –               | –               | – | 1 NH |
| Frank Lynch                                                                                | 47               | 0                | –                  | –                  | –               | –               | – | 1 NH |
| Joe Robinson                                                                               | 44               | 0                | –                  | –                  | –               | –               | – | 1 NH |
| Victor Williams                                                                            | 39               | 0                | –                  | –                  | –               | –               | – | 1 WI |
| Stephen Bradley Comley, Sr.                                                                | 32               | 0                | –                  | –                  | –               | –               | – | 1 NH |
| Chomi Prag                                                                                 | 16               | 0                | –                  | –                  | –               | –               | – | 1 NH |
| Daniel Dyas, Sr.                                                                           | 15               | 0                | –                  | –                  | –               | –               | – | 1 NH |
| Stephen John McCarthy                                                                      | 12               | 0                | –                  | –                  | –               | –               | – | 1 NH |
| Walter N. Iwachiw                                                                          | 9                | 0                | –                  | –                  | –               | –               | – | 1 NH |
| Kevin Glenn Huey                                                                           | 8                | 0                | –                  | –                  | –               | –               | – | 1 NH |
| Matt Drozd                                                                                 | 6                | 0                | –                  | –                  | –               | –               | – | 1 NH |
| Robert Lawrence Mann                                                                       | 5                | 0                | –                  | –                  | –               | –               | – | 1 NH |
| David P. Thomson (dopisany)                                                                | 35               | 0                | –                  | –                  | –               | –               | – | – |
| JoAnn Breivogel (dopisana)                                                                 | 31               | 0                | –                  | –                  | –               | –               | – | – |
| John Dowell (dopisany)                                                                     | 14               | 0                | –                  | –                  | –               | –               | – | – |
| Donald J. Gonzales (dopisany)                                                              | 10               | 0                | –                  | –                  | –               | –               | – | – |
| James Alexander-Pace (dopisany)                                                            | 7                | 0                | –                  | –                  | –               | –               | – | – |
| Frederic I. Vidal (dopisany)                                                               | 6                | 0                | –                  | –                  | –               | –               | – | – |
| Victor Williams (dopisany)                                                                 | 5                | 0                | –                  | –                  | –               | –               | – | – |
| Troy Hugh Southern (dopisany)                                                              | 4                | 0                | –                  | –                  | –               | –               | – | – |
| James Orlando Ogle III (dopisany)                                                          | 3                | 0                | –                  | –                  | –               | –               | – | – |
| James Germalio (dopisany)                                                                  | 2                | 0                | –                  | –                  | –               | –               | – | – |